# Crátero (filho de Crátero)
Crátero foi o filho de Crátero, general de Alexandre, o Grande, e Fila, a filha mais velha de Antípatro; ele serviu sob seu meio-irmão Antígono Gônatas, filho de Demétrio Poliórcetes, e se destacou como historiador, compilando documentos relativos à história da Ática; seu filho, Alexandre, tornou-se governador de Corinto.